# Nick Mason’s Fictitious Sports
| Оценки критиков | Оценки критиков |
| Источник        | Оценка          |
| --------------- | --------------- |
| AllMusic        | [ 2 ]           |

Nick Mason’s Fictitious Sports — дебютный сольный альбом ударника рок-группы Pink Floyd Ника Мейсона, выпущенный в мае 1981 года на лейблах Harvest Records и Columbia Records, в Великобритании и США соответственно. Это был первый крупный проект Мейсона за пределами его основного коллектива. Все вокальные партии альбома, за исключением вступительной песни, исполнил Роберт Уайатт (бывший участник Soft Machine). Все песни были написаны композитором Карлой Блей.

## Запись
Альбом был записан в октябре 1979 года, однако его выпуск был отложен почти на два года.

Впоследствии Мейсон говорил: 
Для меня „Fictitious Sports“ скорее был пробой пера. В этом смысле „Profiles“ более зрелый альбом... он достаточно добротный, чтобы его воспринимали как „полноценную“ запись.

Также барабанщик вспоминал: 
Первоначально я собирался поехать в Америку и записать альбом, используя все свои накопившиеся задумки, однако потом Карла прислала мне кассету с некоторыми из своих идей. Они очень отличалось от того, что она делала раньше, и абсолютно соответствовало тому, что мне нравилось. Поэтому я подумал, что её вариант будет гораздо лучше, нежели пытаться судорожно придумать вещи, которые будут сочетаться друг с другом.

## Список композиций
Все песни написаны Карлой Блей.

### Первая сторона
1. «Can’t Get My Motor to Start» — 3:39
2. «I Was Wrong» — 4:12
3. «Siam» — 4:48
4. «Hot River» — 5:16

### Вторая сторона
1. «Boo to You Too» — 3:26
2. «Do Ya?» — 4:36
3. «Wervin'» — 3:58
4. «I’m a Mineralist» — 6:16

## Участники записи
| - Ник Мейсон — ударные, перкуссия, сопродюсер, ассистент звукоинженера - Карла Блей — клавишные, автор песен, сопродюсер - Роберт Уайатт — вокал (за исключением «Can’t Get My Motor to Start») - Карен Крафт — ведущий вокал на «Can’t Get My Motor to Start», дуэт на «Hot River», бэк-вокал - Крис Спеддинг — гитары - Стив Своллоу — бас-гитара - Майкл Ментлер — труба, звукоинженер - Гэри Уайндо — тенор-саксофон, бас-кларнет, флейта, дополнительный вокал - Гэри Валентайн — тромбон, дополнительный вокал | - Ховард Джонсон — туба - Терри Адамс — фортепиано на «Boo to You Too», губная гармоника и клавинет на «Can’t Get My Motor to Start» - Карлос Уорд — дополнительный вокал - Дэвид Шарп — дополнительный вокал - Винсент Чэйнси — дополнительный вокал - Эрл Макинтайр — дополнительный вокал - Джеймсем Гатри — микширование - Студия Hipgnosis и Джефф Хэлпин — дизайн обложки |